# Provincia di Santa Cruz de Tenerife
Santa Cruz de Tenerife (in italiano: Santa Croce di Tenerife) è una provincia della comunità autonoma delle Isole Canarie, nella Spagna meridionale, che possiede solo uffici statali, dato che nelle Canarie ogni isola ha un consiglio insulare a sé. Comprende le isole di Tenerife, La Gomera, El Hierro e La Palma.
La superficie è di 3381 km², la popolazione nel 2006 era di 971 647 abitanti. Il capoluogo è Santa Cruz de Tenerife, altri centri importanti sono San Cristóbal de La Laguna e Arona su Tenerife, Santa Cruz de la Palma su La Palma, San Sebastián de la Gomera su La Gomera e Valverde su El Hierro.